# كلية الزهراوي الجامعة
كلية الزهراوي الجامعة (ابن حيان سابقا) هي جامعة أهلية، معترف بها من قبل وزارة التعليم العالي والبحث العلمي، أُسست عام 2009 وحصلت على الاعتراف عام 2013، تقع الكلية في الطريق الرابط بين مدينتي كربلاء والنجف.

## الاقسام
تحتوي الكلية على أربعة أقسام وهي :-
- طب البشري (قريباً)
- طب الاسنان
- صيدلة
- قسم تقنيات التحليلات المرضية
- تمريض
- قسم البصريات

## وصلات خارجية
https://www.alzahu.edu.iq/